# Without Ward
Without Ward es una película estadounidense de drama, ciencia ficción y romance de 2022, dirigida por Cory Cataldo, que a su vez la escribió, musicalizada por Coby Cranman, en la fotografía estuvo Nick Matthews y los protagonistas son Michael Gladis, Martin Landau y Harold Perrineau, entre otros. El filme fue producido por Picture Business, Fourgrounds Media y Morro Images; se estrenó el 24 de marzo de 2022.

## Sinopsis
Un inventor produce una droga que hace que la gente pueda vivir en sus sueños más salvajes. Pero llega un momento en que ya no queda más droga, y los que la usaban están con arresto domiciliario.